# Vetenskapsåret 1723

## Händelser
- Antoine de Jussieu publicerar De l'Origine et des usages de la Pierre de Foudre om fossiler, förhistoriska stenverktyg och meteoriter.

## Födda
- 5 januari - Nicole Reine Lepaute (död 1788), fransk astronom.
- 23 januari – Petronella Johanna de Timmerman (död 1786), nederländsk fysiker.
- 17 februari - Tobias Mayer (död 1762), tysk kartograf, astronom och fysiker.
- 30 april - Mathurin Jacques Brisson (död 1806), fransk zoolog.
- 9 maj - Pehr Osbeck (död 1805), svensk botaniker, en av Linnés lärjungar.
- Anders Tidström (död 1779), svensk mineralog och kemist.

## Avlidna
- 25 februari - Christopher Wren (född 1632), brittisk astronom och arkitekt.
- 30 augusti - Antonie van Leeuwenhoek (född 1632), holländsk naturforskare och pionjär inom mikroskopi.